# Богатовский район
Бога́товский райо́н — административно-территориальная единица (район) и муниципальное образование (муниципальный район) на востоке Самарской области России.
Административный центр — село Богатое.

## География
Богатовский район расположен на востоке Самарской области. Граничит с районами Самарской области: на севере с Кинель-Черкасским, на востоке - с Борским, на юге - с Алексеевским и Нефтегорским, на западе - с Кинельским. Площадь района — 824 км².
Особая гордость района - Кутулукское водохранилище. Оно создано на базе реки Кутулук.

## История
Село Богатое основано в середине XVIII века на месте постоялого двора, на дороге , которая тянулась вдоль Самарской укрепленной линии, и соединяла центр новой губернии - Оренбург - через Самару с центром страны. Территория района входила в Бузулукский уезд Самарской губернии (преобразованного в 1928 году в Борский район Самарской области). В связи с решением Президиума ВЦИК о разукрупнением районов Средневолжского края, Борский район был разделён на три и 25 января 1935 года был образован Богатовский район.
В 2004 году Богатовский район Законом Самарской области наделен статусом муниципального района.

## Население
| 2002    | 2008    | 2010    | 2011    | 2012    | 2013    | 2014    | 2015    | 2016    |
| ------- | ------- | ------- | ------- | ------- | ------- | ------- | ------- | ------- |
| 15 565  | ↗15 631 | ↘14 142 | ↘14 090 | ↘13 981 | ↗14 042 | ↗14 075 | ↗14 163 | ↗14 196 |
| 2017    | 2018    | 2019    | 2020    | 2021    |         |         |         |         |
| ↗14 292 | ↗14 355 | →14 355 | ↘14 227 | ↘13 244 |         |         |         |         |

## Муниципально-территориальное устройство
В муниципальный район Богатовский входят 5 муниципальных образований со статусом сельского поселения:
| № | Муниципальное образование       | Административный центр | Количество населённых пунктов | Население | Площадь, км2 |
| - | ------------------------------- | ---------------------- | ----------------------------- | --------- | ------------ |
| 1 | сельское поселение Арзамасцевка | село Арзамасцевка      | 8                             | ↘1557     | 201,19       |
| 2 | сельское поселение Богатое      | село Богатое           | 7                             | ↘7133     | 98,98        |
| 3 | сельское поселение Виловатое    | село Виловатое         | 3                             | ↘1568     | 178,47       |
| 4 | сельское поселение Максимовка   | село Максимовка        | 2                             | ↘1436     | 178,37       |
| 5 | сельское поселение Печинено     | село Печинено          | 12                            | ↘1550     | 165,99       |

### Населённые пункты
В Богатовском районе 32 населённых пункта.
| №  | Населённый пункт | Тип                     | Население | Муниципальное образование       |
| -- | ---------------- | ----------------------- | --------- | ------------------------------- |
| 1  | 1192 км          | железнодорожная будка   | 22        | сельское поселение Богатое      |
| 2  | Аверьяновка      | село                    | 386       | сельское поселение Арзамасцевка |
| 3  | Андреевка        | село                    | 738       | сельское поселение Виловатое    |
| 4  | Арзамасцевка     | село                    | 506       | сельское поселение Арзамасцевка |
| 5  | Беловка          | село                    | 599       | сельское поселение Арзамасцевка |
| 6  | Бирюковка        | посёлок                 | 0         | сельское поселение Арзамасцевка |
| 7  | Богатое          | село                    | ↘5594     | сельское поселение Богатое      |
| 8  | Буревестник      | посёлок                 | 21        | сельское поселение Виловатое    |
| 9  | Виловатое        | село                    | 870       | сельское поселение Виловатое    |
| 10 | Восточный        | посёлок                 | 14        | сельское поселение Печинено     |
| 11 | Горский          | посёлок                 | 9         | сельское поселение Печинено     |
| 12 | Духовой          | посёлок                 | 22        | сельское поселение Печинено     |
| 13 | Елшанский        | посёлок                 | 12        | сельское поселение Печинено     |
| 14 | Заливная         | железнодорожная станция | 235       | сельское поселение Богатое      |
| 15 | Заливное         | село                    | 17        | сельское поселение Богатое      |
| 16 | Заливной         | посёлок                 | 575       | сельское поселение Богатое      |
| 17 | Западный         | посёлок                 | 7         | сельское поселение Печинено     |
| 18 | Знаменка         | село                    | 3         | сельское поселение Арзамасцевка |
| 19 | Ивановка         | село                    | 225       | сельское поселение Богатое      |
| 20 | Ключ Мира        | посёлок                 | 2         | сельское поселение Печинено     |
| 21 | Кузьминовка      | посёлок                 | 4         | сельское поселение Арзамасцевка |
| 22 | Кураповка        | село                    | 618       | сельское поселение Богатое      |
| 23 | Кутулукский      | посёлок                 | 80        | сельское поселение Арзамасцевка |
| 24 | Максимовка       | село                    | 1001      | сельское поселение Максимовка   |
| 25 | Мичуриновка      | посёлок                 | 55        | сельское поселение Арзамасцевка |
| 26 | Никольский       | посёлок                 | 24        | сельское поселение Печинено     |
| 27 | Петровский       | посёлок                 | 41        | сельское поселение Печинено     |
| 28 | Печинено         | село                    | 611       | сельское поселение Печинено     |
| 29 | Съезжее          | село                    | 603       | сельское поселение Максимовка   |
| 30 | Тростянка        | село                    | 520       | сельское поселение Печинено     |
| 31 | Фёдоровка        | село                    | 151       | сельское поселение Печинено     |
| 32 | Центральный      | посёлок                 | 249       | сельское поселение Печинено     |

## Экономика
В районе имеются 11 сельскохозяйственных предприятий, преобразованных из колхозов, подсобное хозяйство, плодосовхоз, 127 крестьянских фермерских хозяйств.
Имеются 2 банка и страховое общество.
На территории района расположены следующие предприятия
- Поволжское агропромышленное объединение
- ООО «Жилсервис»
- МУП «Богатовский транспорт»
- Элеватор

## Здравоохранение
Богатовский район обслуживает ГБУЗ Самарской области «Богатовская центральная районная больница».

## Достопримечательности
- Памятник Ленину.
- Памятник Чапаеву.